# Ribulosa
La ribulosa és un monosacàrid cetopentosa que conté cinc àtoms de carboni i inclou un grup funcional cetona. Té la fórmula química {\displaystyle {\ce {C5H10O5}}} . Són possiles dos enantiòmers, D-ribulosa (D-eritro-pentulosa) i L-ribulosa (L-eritro-pentulosa). D-Ribulosa és el diastereòmer de la D-xilulosa.
Els sucres ribulosa es formen en la via pentosa-fosfat. Són importants en la formació de moltes substàncies bioactives. Per exemple la D-ribulosa és producte intermedi en la via de produir D-arabitol mitjançant fongs. També la 1,5-bisfosfat, D-ribulosa combina amb diòxid de carboni al principi del procés de fotosíntesi. Una forma sintètica de la ribulosa (sucroribulosa) és present en alguns edulcorants.